# D'Orsay (parfums)
 (septembre 2021).
D'Orsay est une marque de parfums commercialisés par la maison D'Orsay, fondée en 1865 à Paris.
La marque est exploitée par la société D'Orsay International, qui appartient au groupe Æra Nova.

## Origines

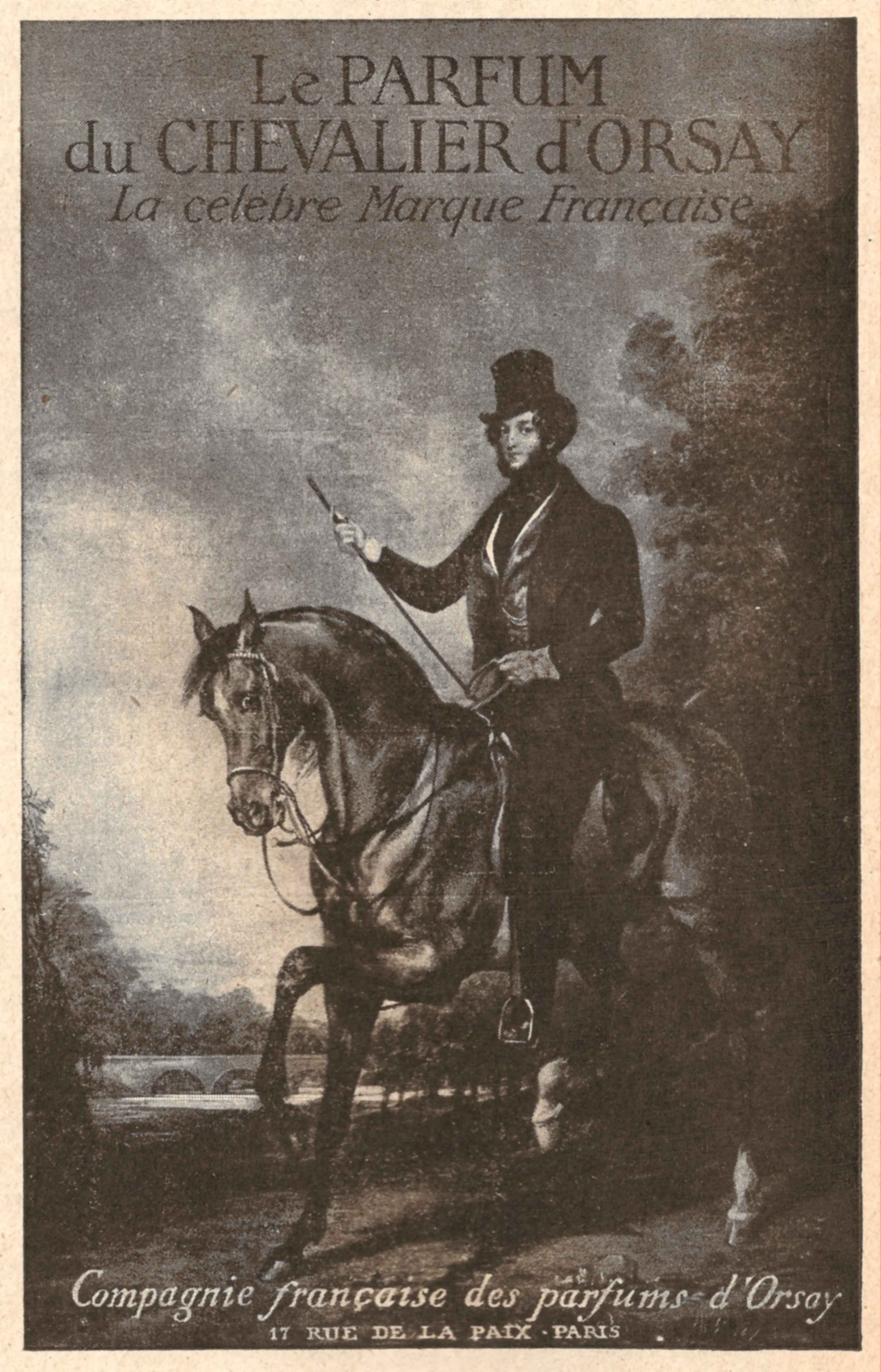
Le Parfum du chevalier d'Orsay, publicité de 1918.

La maison, née à la fin du Second Empire, a été créée en hommage au comte Alfred d’Orsay (1801-1852), qui, entre Londres et Paris, mit au point plusieurs fragrances pour sa muse, lady Marguerite de Blessington de douze ans son aînée,, dont L'Eau de Bouquet . Ce parfum fut officiellement lancé en 1865 à Paris par les héritiers d'Alfred d'Orsay, parmi lesquels on compte la famille Grimod. 
Entre 1902 et 1908, un groupe d’investisseurs français et étrangers — le Russe Léon Fink, les Allemands Siegfried et Sally Berg, le Franco-Néerlandais M. Van Dyck — regroupés sous le nom d'une société en commandite « Van Dyck, Berg & Fink » reprend les parfums D'Orsay auprès des héritiers de la marque, avec quelques associés dont le couturier Jacques Doucet. La première création qui rencontre un vrai succès fut « Étiquette bleue », parfum censé reproduire le bouquet floral inventé par le comte d’Orsay pour Marguerite en 1830, dans un flacon dessiné par Frederico Restrepo. Le jus sort de laboratoires situés à Neuilly-sur-Seine. « Chevalier d'Orsay » devient la figure tutélaire de la marque, en même temps que le nom d'un parfum lancé en 1911. Une première boutique ouvre alors ses portes à Paris, boulevard des Italiens.
En 1915, la société à capitaux majoritairement étrangers est mise sous séquestre du fait de la guerre puis est revendue à la « Compagnie française des parfums D'Orsay ». En 1916, D'Orsay est racheté par Jeanne-Louise Guérin (« Madame Guérin ») associée à Théophile Bader, cofondateur des Galeries Lafayette et des futurs Parfums Chanel. Madame Guérin est la compagne d'un industriel réputé, nommé Gaston Monteux.

## Développement

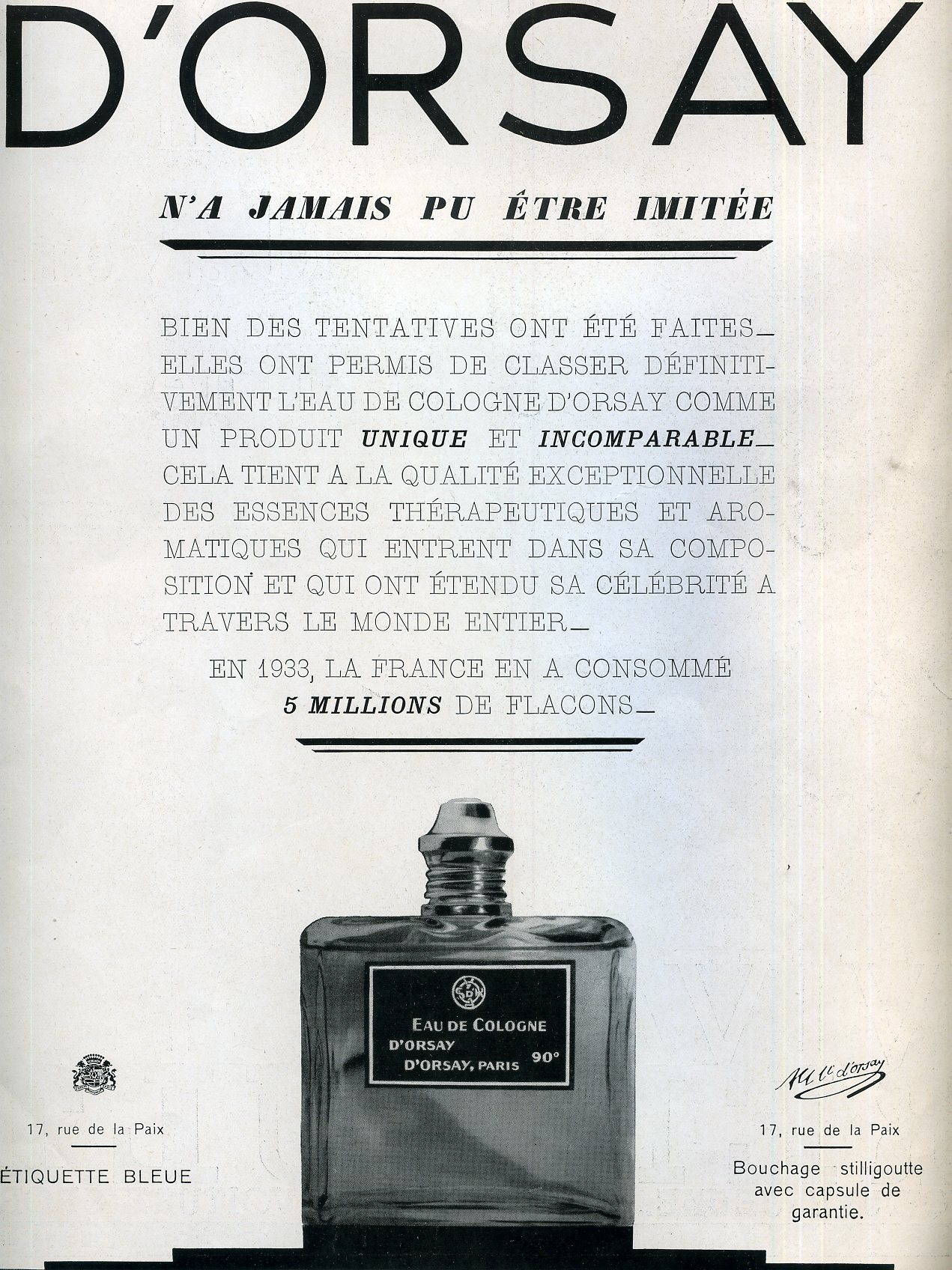
Publicité pour l'eau de Cologne D'Orsay (1934).

Après la Première Guerre mondiale, la compagnie connaît un nouvel essor. Une prestigieuse boutique ouvre en 1923 au 17 rue de la Paix, décorée par Louis Süe et André Mare, puis une autre sur la Cinquième Avenue à New York (fermée en 1929). Une nouvelle usine est inaugurée à Puteaux, au Château des Bouvets, qui comptera jusqu'à 500 employés et d'où sortiront une centaine de fragrances.  
Des créateurs verriers comme Baccarat, Daum ou René Lalique inventent des flacons pour la maison, dès 1908.
De 1926 à 1933, Henri Robert exerce sa carrière de chimiste parfumeur chez D'Orsay.
En 1925, les parfums D'Orsay obtiennent une distinction durant l'Exposition internationale des arts décoratifs et industriels modernes. Plus de cinq millions de bouteilles sont vendues en 191.
En 1936, Jacques Guérin, le fils de Madame Guérin, reprend la direction après avoir été associé à l'entreprise et reçu une solide formation de chimiste. Il conserve la direction de la maison jusqu'en 1982. Sous sa tutelle, des artistes réputés comme Marie Laurencin et Jean Cocteau dessinent des étiquettes.
Les gammes s'enrichissent : shampoings, crèmes, fards, dentifrices...
Le Dandy (1923), Intoxication (1942), Arôme et Arôme 3 (1943), Le Nomade (1974) sont les principales créations durant cette période.
Âgé de 80 ans, Jacques Guérin quitte la direction en 1982. La maison décline, mais tente de revenir sur le marché dans les années 1990 avec l'arrivée de Claude Broll du Groupe Marignan et Alain Lagier comme directeur.
En 2007, la marque est rachetée par Marie Huet qui revisite les créations historiques de la maison et conçoit de nouvelles fragrances.
Fin 2015, le groupe Æra Nova dirigé par Amélie Huynh, acquiert la marque. La maison de parfums D'Orsay est alors relancée de façon volontairement confidentielle durant l'été 2018. Depuis, de nouvelles fragrances corporelles et « pour la maison » ont vu le jour ainsi que trois boutiques, la première au 44 rue du Bac dans le 7e arrondissement de Paris, la seconde au 3 rue des Francs-Bourgeois dans le 4e arrondissement de Paris et la troisième dans le quartier d’Aoyama à Tokyo au Japon (3-18-7 Minami Aoyama Minato-ku, Tokyo).

## Catalogue
Parfums corporels créés par la maison D'Orsay
- Rose (1902)
- Violette (1902)
- Étiquette bleue ou l'Eau de Bouquet (1865 et 1908) rééditée en 2008 (gamme Intemporelle)
- La Rose d'Orsay (1908)
- La Fleur de France (1910)
- Milord (1911)
- Chevalier d'Orsay (1911) rééditée en 2008 (gamme Intemporelle).
- Tilleul (1911 et 1953), reformulé par Olivia Giacobetti en 2007 (gamme Intemporelle)
- Eau de Cologne d'Orsay (1912)
- Toujours fidèle (1912)
- Parfum d'Antan (1913)
- Lilas (1913)
- Ambre (1913)
- La Flambée (1913)
- Mystère d'Orsay (1915)
- Le Dandy (1923), réédité en 2010 (gamme Intense)
- Ganika (1923)
- Camélia (avant 1924)
- Duo (1928)
- Le Jardin (1931)
- Trophée (1935)
- Voulez-vous (1935)
- Belle de Jour (1938)
- Intoxication (1938)
- Arôme 3 (1943) rééditée en 2008 (gamme Intemporelle)
- Fantastique (1952)
- Divine (1947)
- Eau fringante (1968)
- Le Nomade (1974) rééditée en 2008 (gamme Intense)
- Intoxication d'Amour (1997)
- Bois de coton (2009)
- La Dandy (2010) - gamme Intense
- L'Intrigante (2010) - gamme Intense
- Vouloir être ailleurs. C.G. (2008)
- J’ai l’air de ce que je suis. J.R. (2018)
- Quelque chose dans l’air. S.C. (2018)
- Il ne faut pas être plus sage qu’il ne faut. S.P. (2018)
- C’est toujours agréable d’être attendu. O.W. (2018)
- Il n’y a pas de bien ni de mal. T.J. (2018)
- Les ombres fantastiques. A.R. (2018)
- Je suis le plus grand. M.A. (2020)
- Acte d’amour furtif. A.N. (2020)
- Songe à la douceur. C.B. (2020)
- J’approchais un mystère. A.C. (2020)

Fragrances d'intérieur :
- 06:20 Où tu sais (2008)
- 03:50 Comme la dernière fois (2009)
- 13:30 Au même endroit (2018)
- 19:50 En coulisses (2018)
- 21:30 Sous les draps (2018)
- 23:15 À l’abri des regards (2018)
- 00:30 En bas de chez toi (2018)
- 16:45 Mine de rien (2021)